# Agostino Maccari

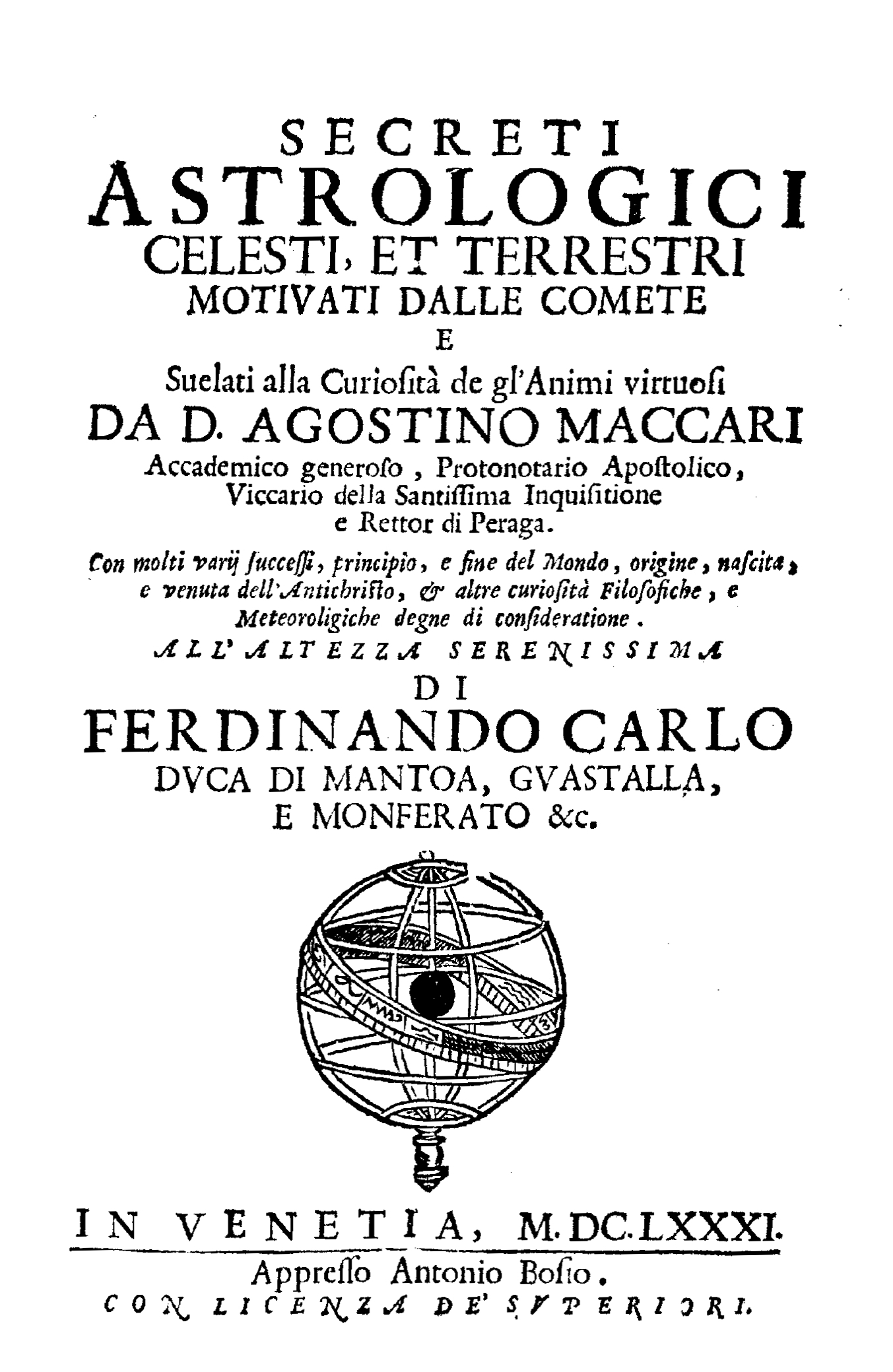
Secreti astrologici celesti, et terrestri motivati dalle comete, 1681

Agostino Maccari (XVII secolo – XVII secolo) è stato un astrologo, presbitero e teologo italiano.

## Biografia
Fu rettore della parrocchia di Peraga, vicario dell'Inquisizione, accademico e protonotario apostolico.
Pubblicò nel 1681 l'opera Secreti astrologici celesti, et terrestri motivati dalle comete in cui sostenne che lo scopo principale delle comete era di annunciare agli iniziati in astrologia le tempistiche con cui sarebbero avvenute la comparsa dell'Anticristo e la fine del mondo. L'opera, pur esulando dall'ambito scientifico, ricevette all'epoca anche l'attenzione di studiosi di astronomia.

## Opere
- Secreti astrologici celesti, et terrestri motivati dalle comete e svelati alla curiosità de gl'animi virtuosi, Venezia, Antonio Bosio, 1681.